# Castelo Skenfrith

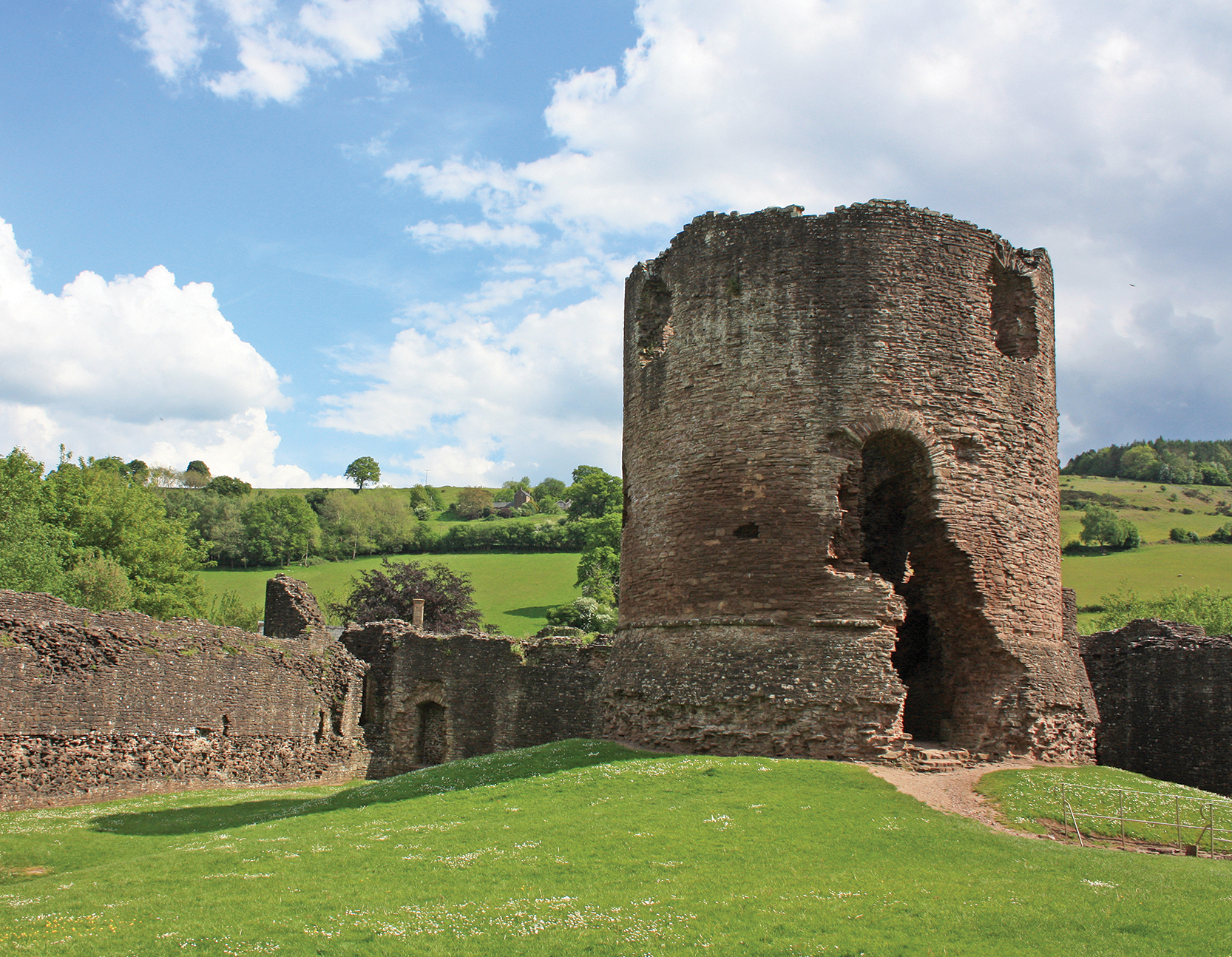
Castelo Skenfrith.

Castelo Skenfrith (em galês:  Castell Ynysgynwraidd) é um castelo em ruínas situado na localidade de Skenfrith em Monmouthshire, no sudeste do País de Gales.
Atualmente o Castelo Skenfirth é gerido pela Cadw e preservado pela lei do Reino Unido como um edifício listado como grau II *.

## História

### Séculos XI e XII
O Castelo de Skenfrith foi construído após a invasão normanda da Inglaterra em 1066. Pouco depois da invasão, os normandos empurraram-se para as marchas galesas, onde Guilherme, o Conquistador fez de William fitz Osbern o Conde de Hereford; Earl William adicionou às suas novas terras, capturando as cidades de Monmouth e Chepstow. Os normandos usaram castelos extensivamente para subjugar militarmente os galeses, estabelecer novos assentamentos e exercer suas reivindicações de senhoria sobre os territórios.
O Castelo de Skenfrith foi um dos triângulos de fortificações construídos no vale de Monnow por volta desta época, possivelmente pelo próprio Conde William, para proteger a rota de Gales para Hereford. O primeiro castelo no local foi construído a partir de terra e madeira.

### Séculos XIII e XVII
Em 1201, o rei João deu os Três Castelos a Hubert de Burgh.

### Séculos XVIII e XXI
Em 1825, os Três Castelos foram vendidos para Henry Somerset, o Duque de Beaufort. Acabou sendo adquirida pelo advogado Harold Sands, que realizou alguma conservação do local; ele passou a dar o castelo para o National Trust. Skenfrith foi colocado aos cuidados do Estado em 1936, e extensos trabalhos de reparo foram realizados. Desde o século XXI, o Castelo de Skenfirth é administrado pela Cadw e protegido pela lei britânica como um edifício listado de grau II*.

## Arquitetura
O Castelo de Skenfrith foi construído ao lado do rio Monnow. O castelo atual foi criado por Hubert de Burgh no início do século XIII, quando a terraplanagem do castelo normando do século XI foi achatada e espalhada sobre o local atual a uma profundidade de 3,7 m. as fortificações de pedra do século XII e edifícios foram demolidos ao mesmo tempo. O castelo de Hubert forma um polígono, com quatro paredes de aproximadamente 80 metros, 60 metros, 60 metros e 40 metros de comprimento, respectivamente, e foi construído a partir de Old Red Sandstone.